# Liga Nacional de fútbol femenino 1992-93
La Liga nacional de fútbol femenino 1992-93 fue la quinta edición de la Primera División Femenina de España.
El Oroquieta Villaverde se proclamó campeón por primera vez en su historia.

## Sistema de competición
El campeonato fue organizado por la Real Federación Española de Fútbol.
El torneo constaba de un grupo único integrado por 7 clubes de toda la geografía española. Siguiendo un sistema de liga, los 7 equipos se enfrentaron todos contra todos en dos ocasiones -una en campo propio y otra en campo contrario- sumando un total de 14 jornadas. El orden de los encuentros se decidió por sorteo antes de empezar la competición.
La clasificación final se estableció con arreglo a los puntos obtenidos en cada enfrentamiento, a razón de dos por partido ganado, uno por empatado y ninguno en caso de derrota.

## Clasificación final
| Pos | Equipo                | Ptos |
| --- | --------------------- | ---- |
| 1   | Oroquieta Villaverde  | 24   |
| 2   | Añorga KKE            | 21   |
| 3   | Club Femení Barcelona | 20   |
| 4   | CE Sabadell           | 20   |
| 5   | Oviedo Tradehi        | 18   |
| 6   | Athenas               | 18   |
| 7   | Llers Morillo Vega    | 13   |